# Шатијон сир Ендр
Шатијон сир Ендр (фр. Châtillon-sur-Indre) насеље је и општина у централној Француској у региону Центар (регион), у департману Ендр која припада префектури Шаторо.
По подацима из 2011. године у општини је живело 2798 становника, а густина насељености је износила 61,77 становника/km². Општина се простире на површини од 45,3 km². Налази се на средњој надморској висини од 88 метара (максималној 148 m, а минималној 82 m).

## Демографија
| 1962. | 1968. | 1975. | 1982. | 1990. | 1999. | 2011. |
| ----- | ----- | ----- | ----- | ----- | ----- | ----- |
| 3.479 | 3.658 | 3.624 | 3.526 | 3.262 | 3.119 | 2.798 |

График промене броја становника у току последњих година